# Oddział Polskiego Towarzystwa Ludoznawczego w Mszanie Dolnej
Oddział Polskiego Towarzystwa Ludoznawczego w Mszanie Dolnej – mszański oddział Polskiego Towarzystwa Ludoznawczego działający od 1947 r.

## Historia
Oddział Polskiego Towarzystwa Ludoznawczego w Mszanie Dolnej został założony z inicjatywy Sebastiana Flizaka. Pierwsze inauguracyjne zebranie mszańskiego oddziału PTL miało miejsce 3 stycznia 1947 r. Oficjalnie zatwierdzenie Oddziału miało miejsce w kwietniu tego samego roku.
W wyniku wyborów pierwszym prezesem został Sebastian Flizak. Oddział liczył sobie początkowo 18 osób, byłe jednym z sześciu działających w tamtym czasie oddziałów PTL.Od samego początku działalności mszański oddział PTL zdobył aprobatę i merytoryczne wsparcie najbliższego znajdującego się oddziału PTL w Krakowie z prof. Romanem Reinfussem i dr. Leopoldem Węgrzynowiczem na czele.
Członkowie mszańskiego PTL skupili się głównie na działalności badawczej i popularyzacyjnej. Do największych osiągnięć Oddziału należy zaliczyć publikacje, które ukazały się w serii „Archiwum Etnograficzne”. Były to:
- „Materiały etnograficzne i historyczne z terenu Zagórzan”
- trzy zeszyty pt. „Materiały etnograficzne z powiatu limanowskiego”
- „Atlas Polskich Strojów Ludowych Strój Zagórzan” z 1956 r.

PTL Mszana Dolna zamieszczało też liczne artykuły na łamach przeróżnych pism, m.in., „Etnografii Ludowej”, „Lud”, „Orli Lot”, „Podhalanki”, „Polskiej Sztuki Ludowej”, „Poznaj swój kraj” czy „Wierchów”.
Po pierwszych siedmiu latach od rozpoczęcia działalności mszańskiego oddziału PTL zainteresowanie kulturą ludową wzrosło na tyle, że postanowiono o założeniu PTL z siedzibą w Limanowej. Największym sukcesem obu połączonych Oddziałów było utworzenie Muzeum Ziemi Limanowskiej.
Członkowie PTL w Mszanie Dolnej brali czynny udział w pracach Zarządu Głównego PTL byli to przede wszystkim: Tadeusz Prus-Wiśniowski, Piotr Kaleciak oraz Jan Kapłon. Dzięki ich wkładowi w pracę ZG PTL, a także całoroczną pracę w mszańskim oddziale PTL spowodowało to że miejsce 73 Walnego Zjazdu PTL wybrano właśnie Mszanę Dolną, Walny Zjazd zbiegł się z 50 rocznicą założenia mszańskiego oddziału PTL w 1997 r. Góralska gościnność oraz wspaniała atmosfera Walnego Zjazdu spowodowała że 10 lat później w 2007 r. po raz kolejny gościła uczestników Zjazdu członków PTL z całej Polski.
Obecnie oddział liczy sobie 22 członków z prezeskom Teofilą Latoś na czele. Działalność oddziału skupia się na przechowywaniu i udostępnianiu gromadzonych przez ponad 70 lat materiałów.
Pierwsza siedziba PTL Mszana Dolna znajdowała się w Gminnej Spółdzielni „Samopomoc chłopska” w centrum Mszany Dolnej na ul. Piłsudskiego 6.
Aktualna siedziba Oddziału znajduje się w dawnym budynku miejskiej biblioteki w Mszanie Dolnej przy ul. Piłsudskiego 58 której udało się zdobyć pomieszczenie w którym otwarto Zagórzańską Izbę Regionalną gdzie znajdują się rzeczy codziennego użytku, stroje ludowe, pamiątki, fotografie z całego Zagórza. Znajdują się tam też publikacje, książki oraz gazety związane z etnografią, etnologią i antropologią.
W 2023 r. grupa Zagórzańskich Pasjonatów wstąpiła do mszańskiego PTL-u. Stowarzyszenie to zrzesza grupę rękodzielników reprezentujących m.in. koronkarstwo, haft, bibułkarstwo, zdobienia regionalne, malarstwo, makarmę. Stowarzyszenie działa od 2018 r.
Od 2024 r. PTL znajduje się na liście organizacji pożytku publicznego.

## Prezesi
| Lp. | Imię i nazwisko  | Daty sprawowania funkcji |
| --- | ---------------- | ------------------------ |
| 1   | Sebastian Flizak | 1947–1972                |
| 2   | Piotr Kaleciak   | 1972–1978                |
| 3   | Józef Ceklarz    | 1978-1981                |
| 4   | Julian Hanula    | 1981-1983                |
| 5   | Jan Kapłon       | 1984-1998                |
| 6   | Teofilia Latoś   | od 1998                  |

## Zasłużeni członkowie PTL Mszana Dolna[12]
- Sebastian Flizak (1891-1972)
- Piotr Kaleciak (1915-1978)
- Teofilia Latoś (ur. 1953)
- Tadeusz Prus-Wiśniowski (1901-1978)
- Jan Korczka (1906-1997)
- Malwa Chądzyńska-Barycz (1909-1998)
- Michał Olchawa (1916-1990)
- Jan Kapłon (1915-1998)
- Jan Grzywacz (1907-1986)
- Julian Toliński (1910-1986)
- Antonina Lubecka (1910-1987)
- Józef Konieczny (1891-1967)
- Walenty Gawron (1891-1977)
- Stanisław Ciężadlik (1912-1996)
- Julian Hanula (1933-1983)
- Olga Illukiewicz (1922-2004)
- Wanda Skuła (1905-1988)
- Stanisław Kunicki (?)
- Józefa Kobylińska (ur. 1929)
- Antoni Górszczyk (1892-1980)

## Zagórzańska Izba Regionalna
Izba Regionalna została otwarta 27 stycznia 2023 przy oddziale PTL Mszana Dolna. Izba powstała z inicjatywy wieloletniej prezes mszańskiego oddziału PTL Teofilę Latoś, która przez ponad 35 lat zbierała te eksponaty i udało się zdobyć pomieszczenie w budynku „Sokół” gdzie znajdowała się Miejska Biblioteka w Mszanie Dolnej. W Izbie Regionalnej znajduje się ok. 500 eksponatów związanych z regionem górali zagórzańskich ich codziennym życiem. Niestety eksponaty przez wiele lat były przechowywane w tragiczny warunkach z powodu braku miejsca gdzie można by je wyeksponować i wiele z nich poniszczało.

Eksponaty w Izbie Regionalnej.
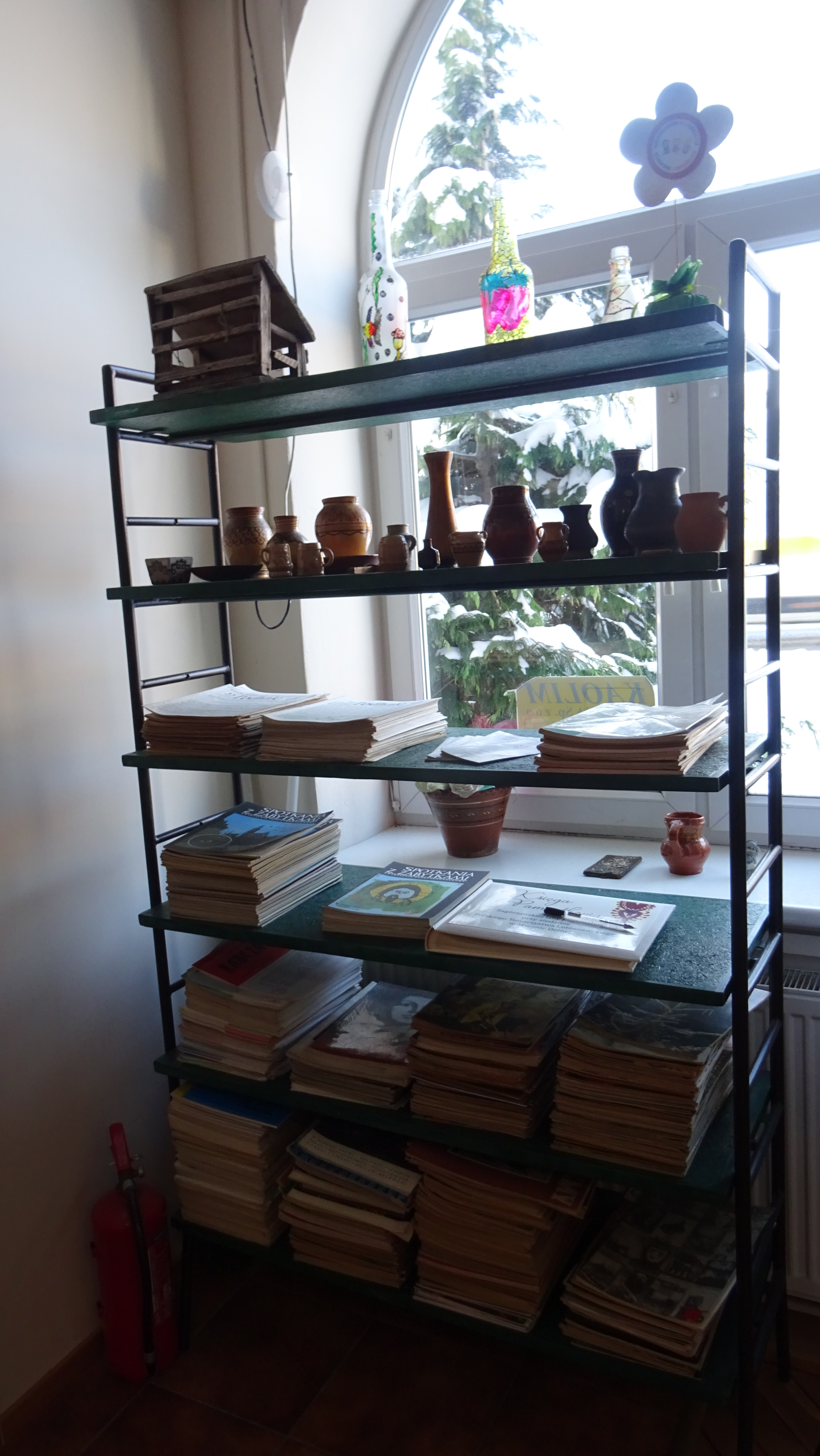
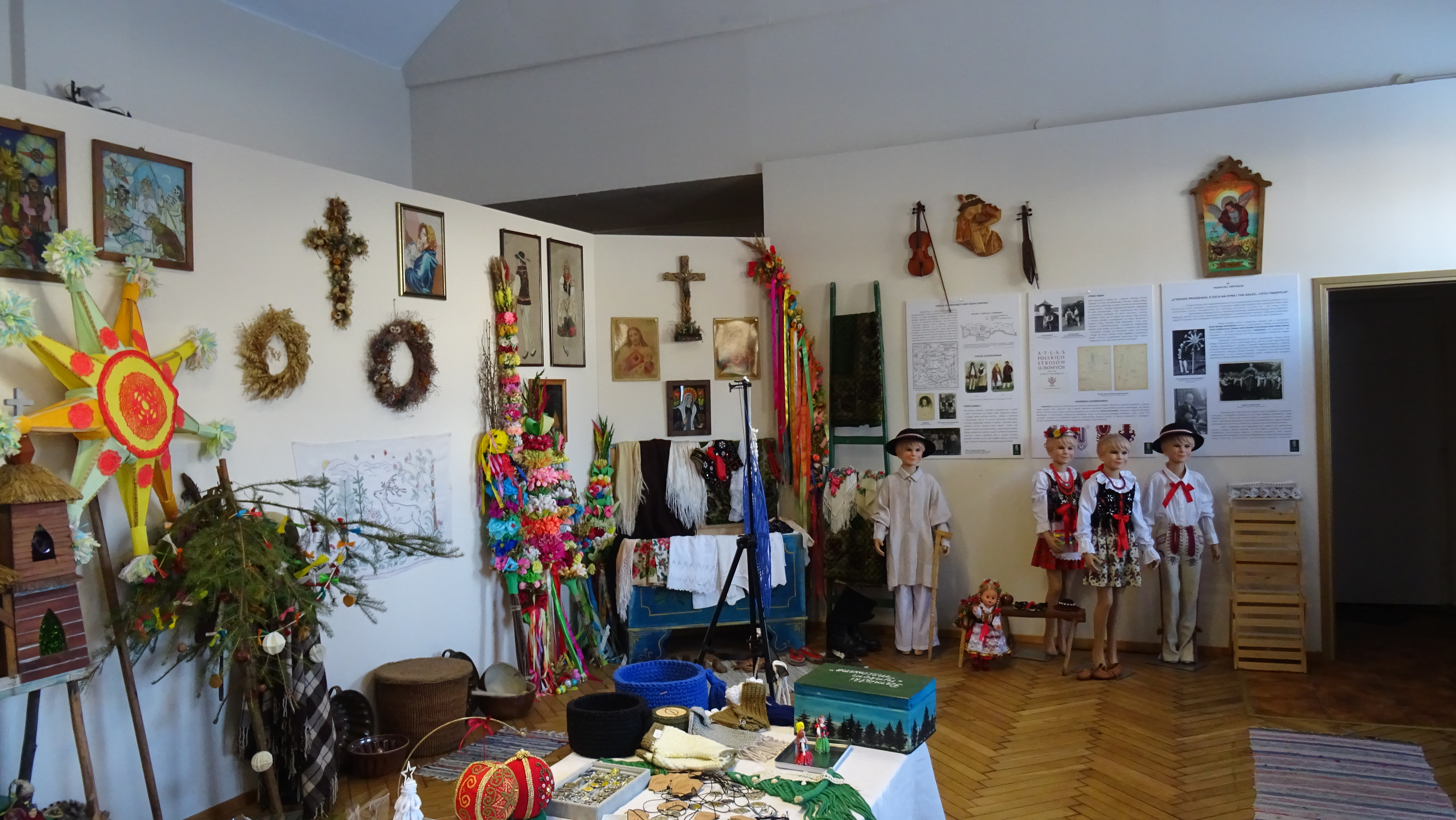
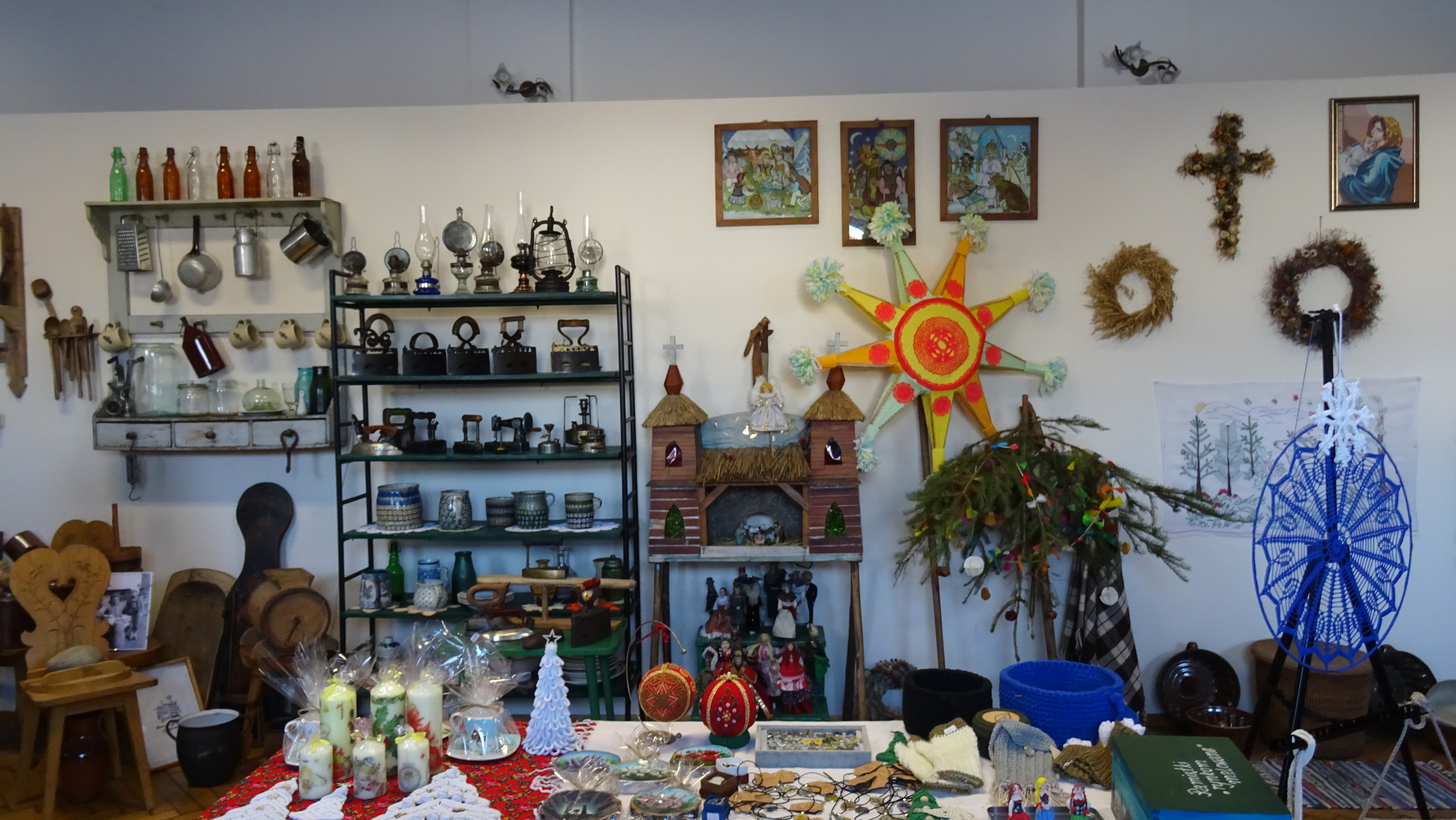
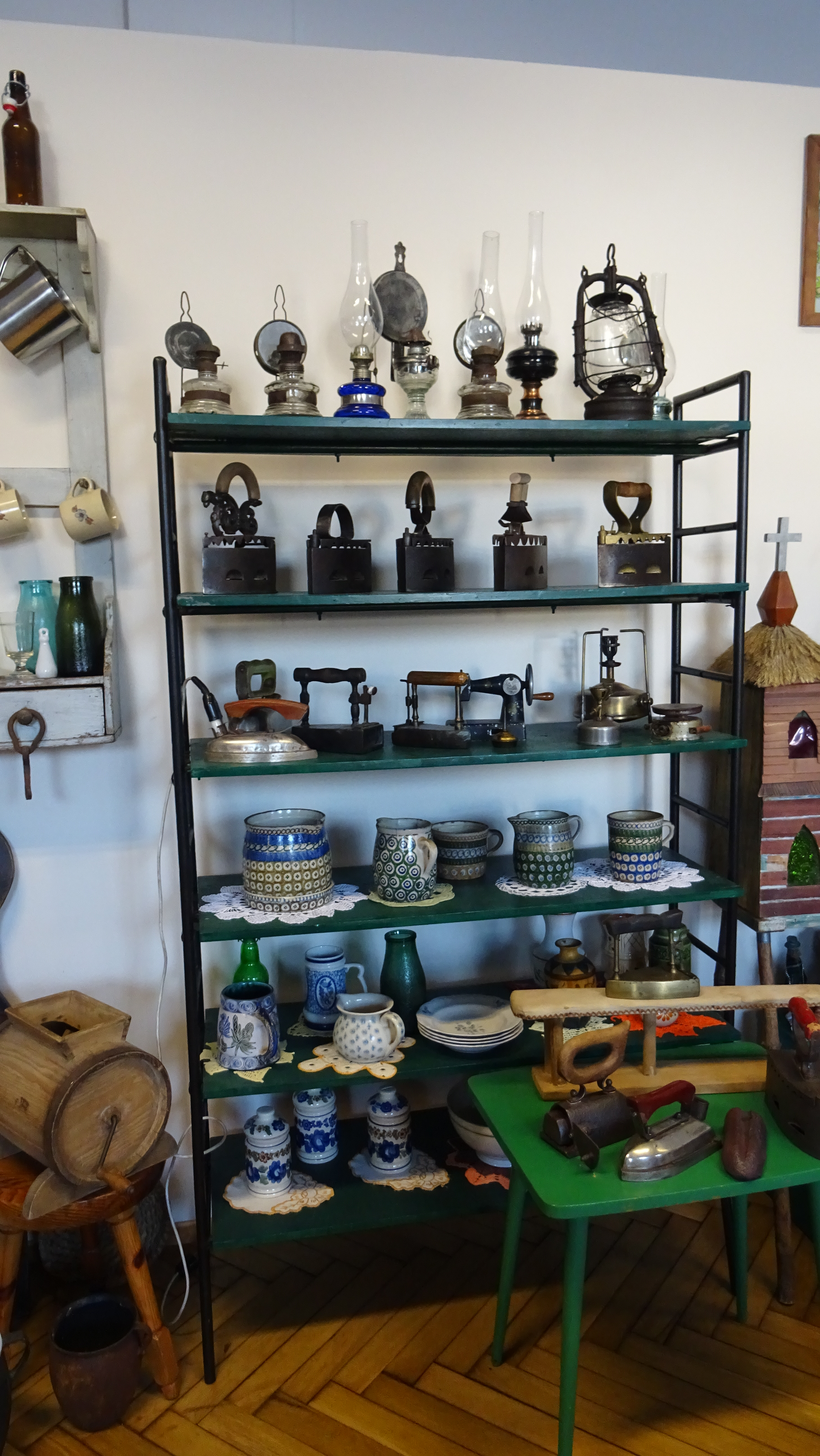
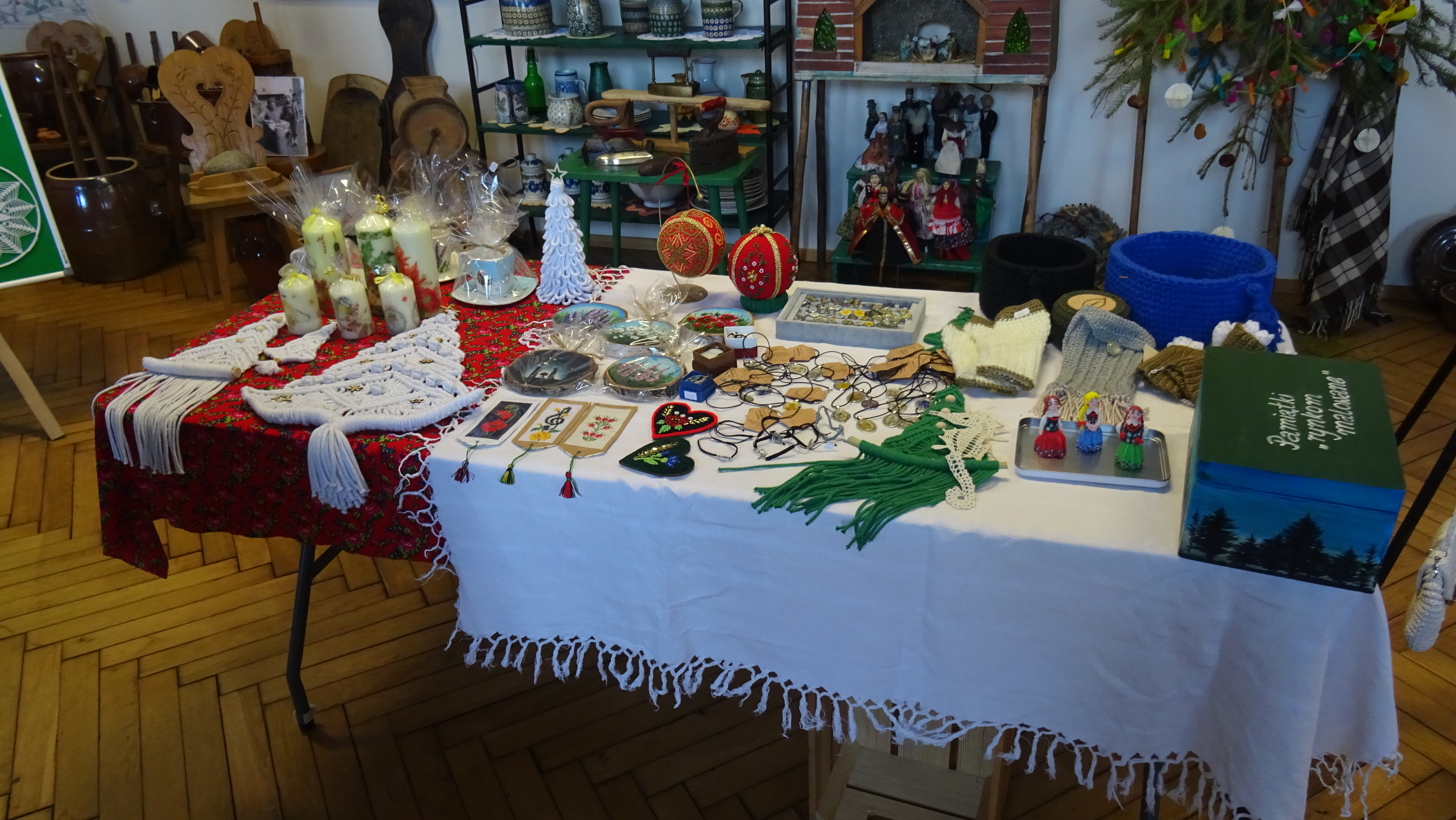
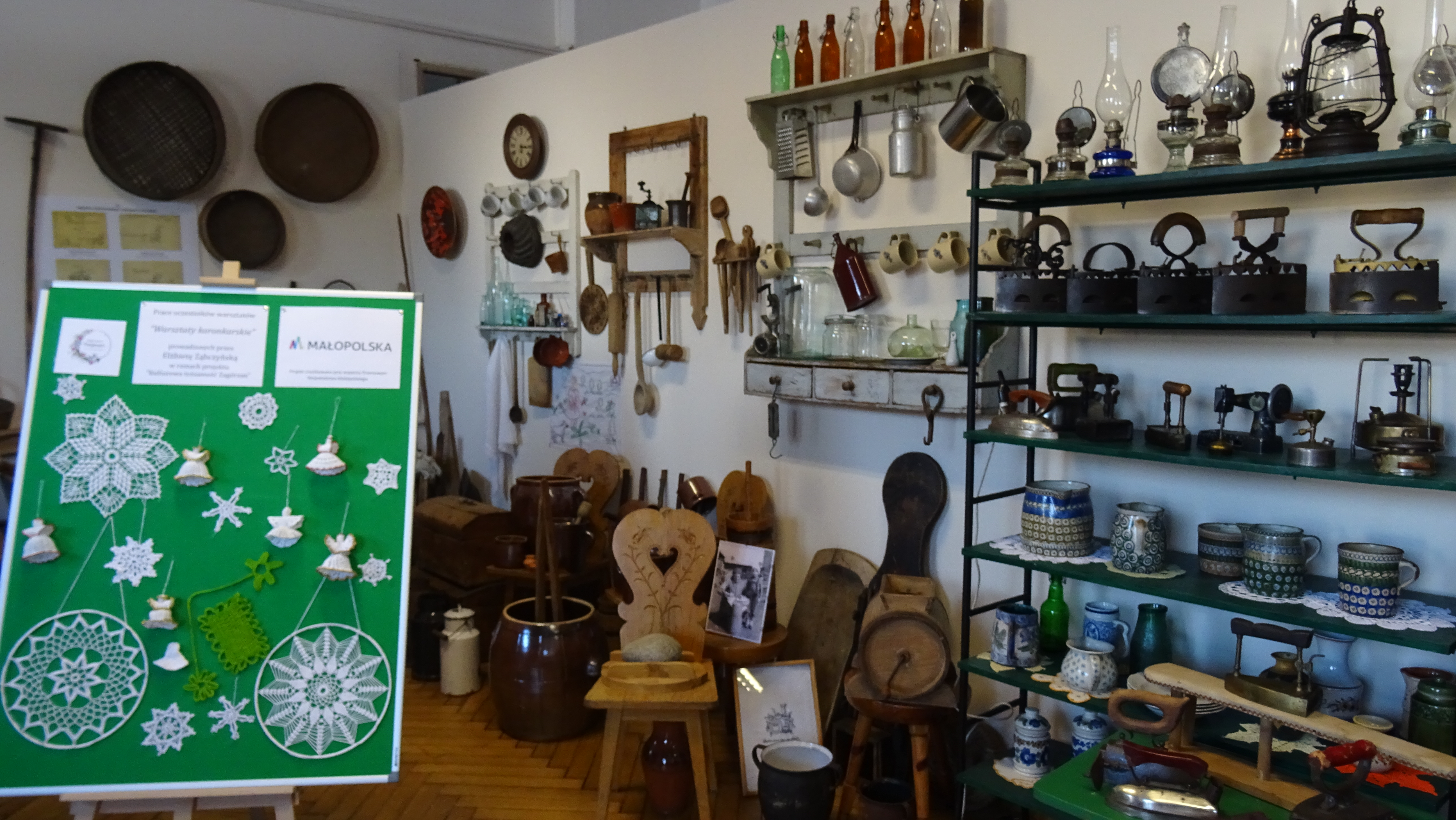
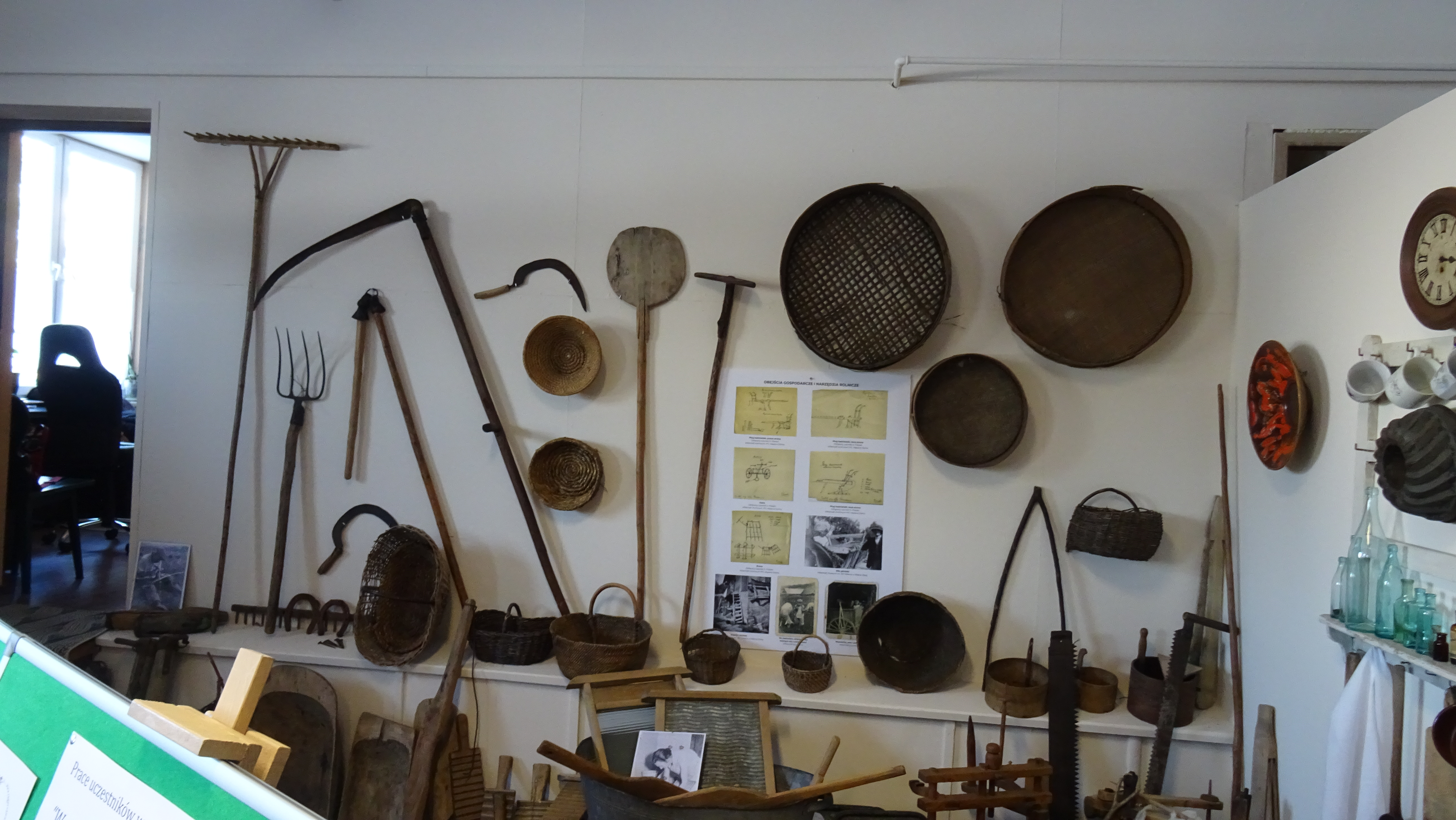
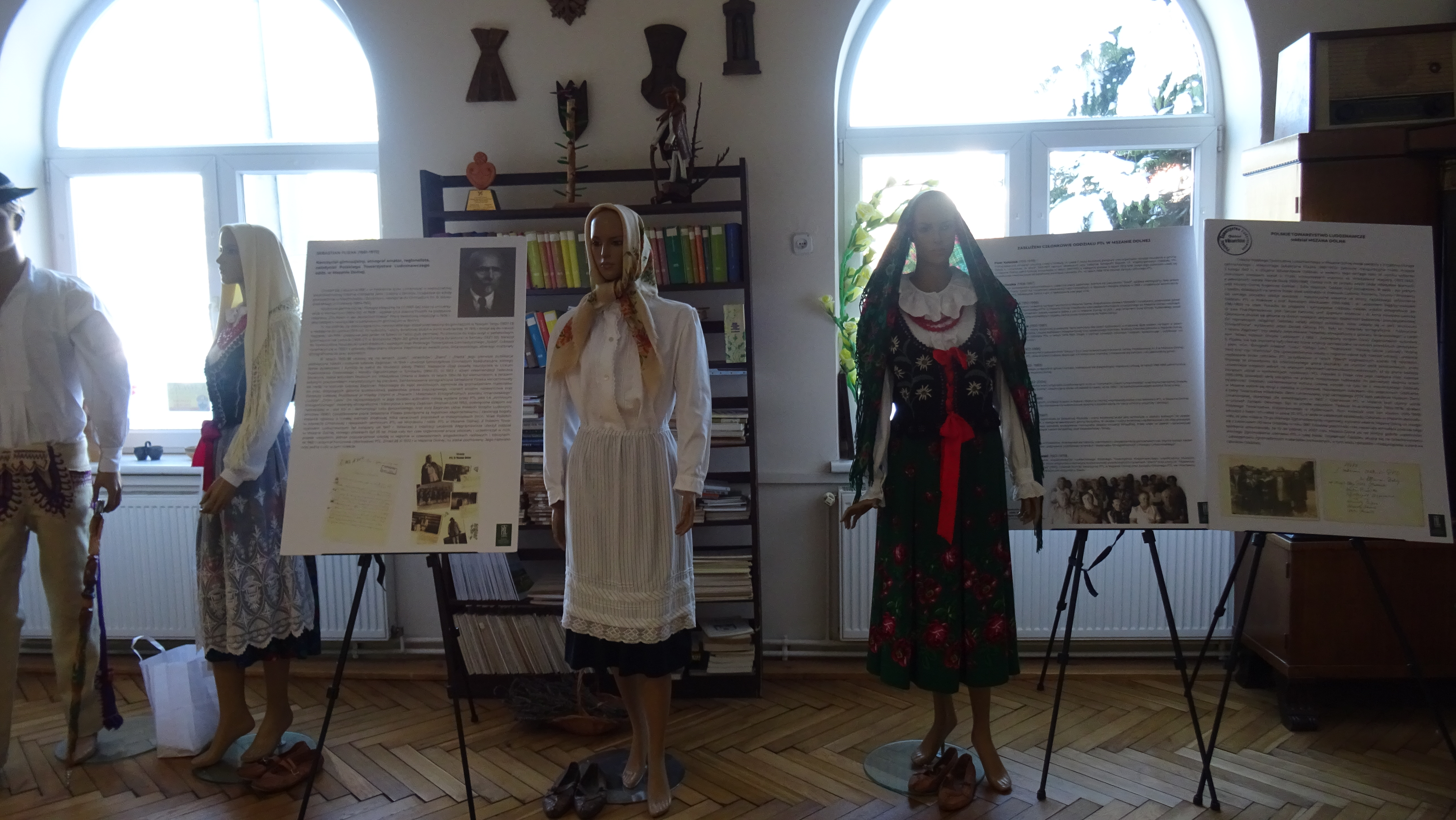
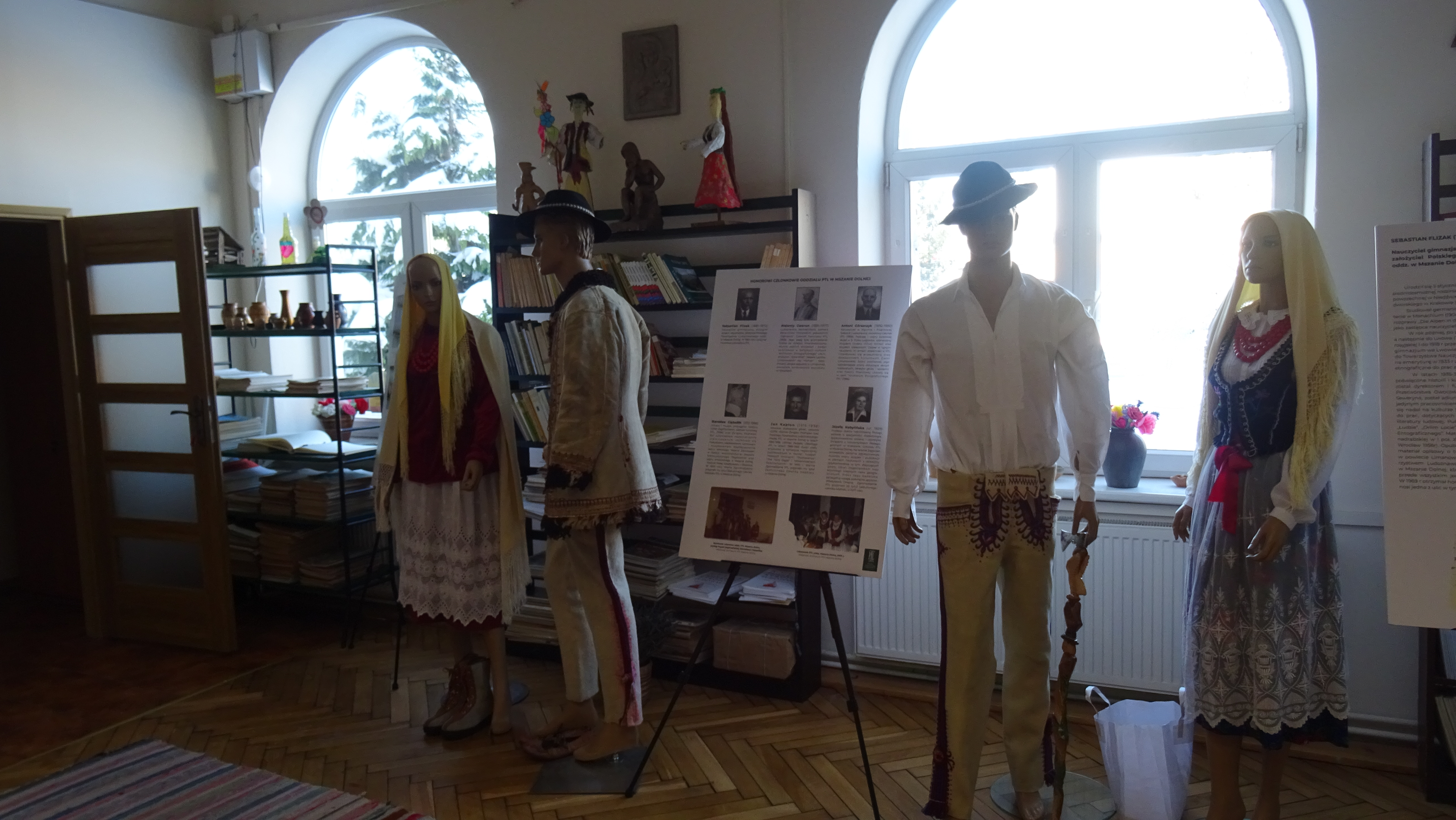

### Nagrody
- Turystyczna Perła Powiatu Limanowskiego 2023[15]